# 约翰内斯·赫伯特
约翰内斯·赫伯特（德語：Johannes Herbert，1912年10月28日—1978年12月30日），德国男子摔跤运动员。他曾代表德国参加1936年夏季奥林匹克运动会摔跤比赛，获得男子自由式雏量级铜牌。